# فيرا لين
فيرا لين (بالإنجليزية: Vera Lynn)‏ (20 مارس 1917 - 18 يونيو 2020) مغنية وكاتبة أغاني وممثلة بريطانية كانت تسجيلاتها وعروضها الموسيقية تحظى بشعبية هائلة خلال فترة الحرب العالمية الثانية. حصلت على وسام الإمبراطورية البريطانية لتحمل لقب السيدة فيرا لين.
ولدت باسم فيرا مارغريت ويلش يوم 20 مارس 1917 في شرقيّ لندن وكانت تغني في نوادي العمّال عندما كان عمرها سبع سنوات.
خلال الحرب قامت بجولة إلى مصر والهند وبورما، حيث قدمت حفلات موسيقية في الهواء الطلق للقوات العسكرية البريطانية، فاشتهرت وأُشير إليها طيلة حياتها «بحبيبة القوات». أكثر الأغاني التي تُربط بها هي «سوف نلتقي مجددا» و«والمنحدرات الصخرية البيضاء في دوفر»، و«العندليب غنى في ساحة بيركلي»، و«إنكلترا ستدوم».

## وفاتها
توفيت صباح يوم الخميس 18 يونيو 2020 في مدينة ديتشلينغ ‏ عن عمر 103 أعوام. توفت محاطة بأسرتها المقربة.

## روابط خارجية
- فيرا لين على موقع IMDb (الإنجليزية)
- فيرا لين على موقع الموسوعة البريطانية (الإنجليزية)
- فيرا لين على موقع روتن توميتوز (الإنجليزية)
- فيرا لين على موقع ميوزك برينز (الإنجليزية)
- فيرا لين على موقع أول موفي (الإنجليزية)
- فيرا لين على موقع قاعدة بيانات الأفلام السويدية (السويدية)
- فيرا لين على موقع إن إن دي بي (الإنجليزية)
- فيرا لين على موقع أول ميوزيك (الإنجليزية)
- فيرا لين على موقع ديسكوغز (الإنجليزية)
- فيرا لين على موقع قاعدة بيانات الفيلم (الإنجليزية)